# Believe (岡村孝子の曲)
「Believe」（ビリーヴ）は、岡村孝子の通算8枚目のシングル。1988年4月1日発売。発売元はファンハウス（現・ソニー・ミュージックレーベルズ）。
シングル・レコード、8cmCD、シングル・カセットの3形態がリリースされた。

## 解説
- 表題曲は、後藤久美子出演、日本テレビ系ドラマ『風少女』の主題歌に採用された。
- カップリング曲は、2枚目のアルバム『私の中の微風』（1986年7月2日リリース）収録「ラスト・シーン」のライブ・バージョン。
- ライブ・ビデオ（DVD）『Encore I』に収録されたコンサートの中で歌われたものであるが『Encore I』に同曲は収録されていない。CDでのライブ音源はこれが唯一の作品。長らくは生産されていたが、現在8cmCDは廃盤のため入手困難となっている。

### エピソード
- 2005年、J-WAVE系で放送された平井堅のラジオ番組『Flying Easy』で『Believe』がオンエアされた（J-WAVEがプッシュする新譜以外、番組のオンエア曲は平井自身が決めていた）。
- 曲が流れた後のトークで、その頃NHK BS2で放送された岡村のライブ[1]を観たという平井は “客席に手を振る時、片方の手が空いているのに、わざわざマイクを持っている方の手で歌いながら小さく手を振るさまに見入ってしまった” と語った。
- 同ライブのテレビ放送で『Believe』歌唱のシーンはなかったが、平井の好きな曲であるという（番組内での発言）。

## 収録曲

### EPレコード・8cmCD
1. Believe
  - 作詞・作曲：岡村孝子　編曲：田代修二

日本テレビ系ドラマ「風少女」主題歌
2. ラスト・シーン (日本青年館 Live Version)
  - 作詞・作曲：岡村孝子　編曲：田代修二

### シングル・カセット
- A面

1. Believe
2. Believe (オリジナル・カラオケ)

- B面

1. ラスト･シーン (日本青年館 Live Version)
2. ラスト･シーン (オリジナル・カラオケ)

## 収録作品
- Believe
  - SOLEIL　（4th アルバム）
  - HISTOIRE
  - 岡村孝子ベスト SUPER BEST 2000
  - TOY BOX
  - T's BEST season 1
- Believe (Remix)
  - After Tone II
- ラスト･シーン (Live Version)
※アルバム未収録
- ラスト･シーン (Original Version)
  - 私の中の微風　（2nd アルバム）
  - 岡村孝子ベスト SUPER BEST 2000